# Lie Baai
Lie Baai ist eine geschützter Bereich in einer Höhe von 360 m, an einem Überhang in Osttimor. Er liegt auf dem Hochplateau des Verwaltungsamtes Baucau (Gemeinde Baucau). An der Wand des ausgedehnten Überhangs einer Korallenterrasse finden sich mehrere Felsmalereien.
Der geschützte Bereich ist 70 Meter lang, reicht 25 Meter unter den Fels und ist bis zu 20 Meter hoch. Regelmäßig nutzen ihn Familien, die ihre nahegelegenen Gärten bewirtschaften. Am östlichen Ende stehen ein kleiner Ansitz zur Jagd aus Kokoswedeln und ein Zaun aus Steinen und Unterholz. Auf der Lagerstätte liegen Tonscherben und Meeresmuscheln verteilt. In der Zeit der indonesischen Besatzung (1975–1999) zeichneten Einheimische mit Holzkohle an die Wand am westlichen Ende. Hier finden sich auch mehrere Tausend Jahre alte rote und schwarze Felsmalereien, die von Carbonatablagerungen bedeckt sind.